# سولومون سوسو
سولومون سوسو لاعب كرة قدم إماراتي من أصل غاني يلعب حالياً في نادي العين الإماراتي و منتخب الإمارات.

## مسيرة اللاعب
بدأ في الفئات السنية في نادي العين ووصل للفريق الأول في عام 2023 و حصل على الجنسية الإماراتية في عام 2024, وتم ضمه لقائمة منتخب الإمارات للمشاركة في كأس الخليج العربي 26 في الكويت.